# Swilengrad

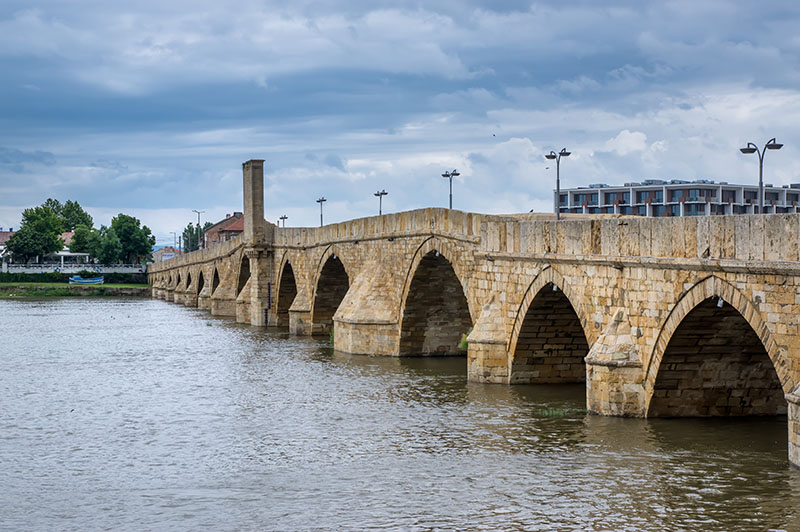
Widok na Stary Most

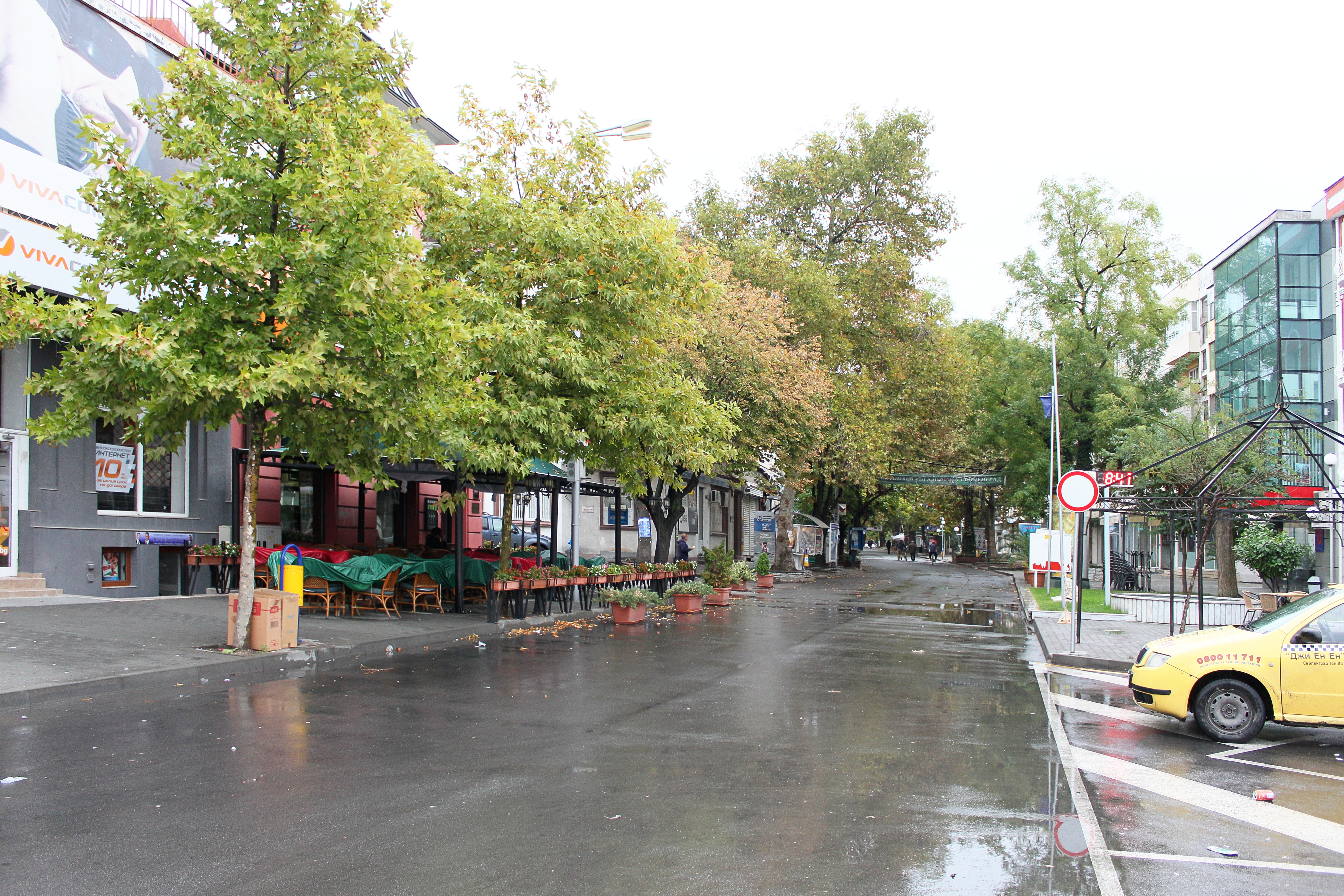
Swilengrad

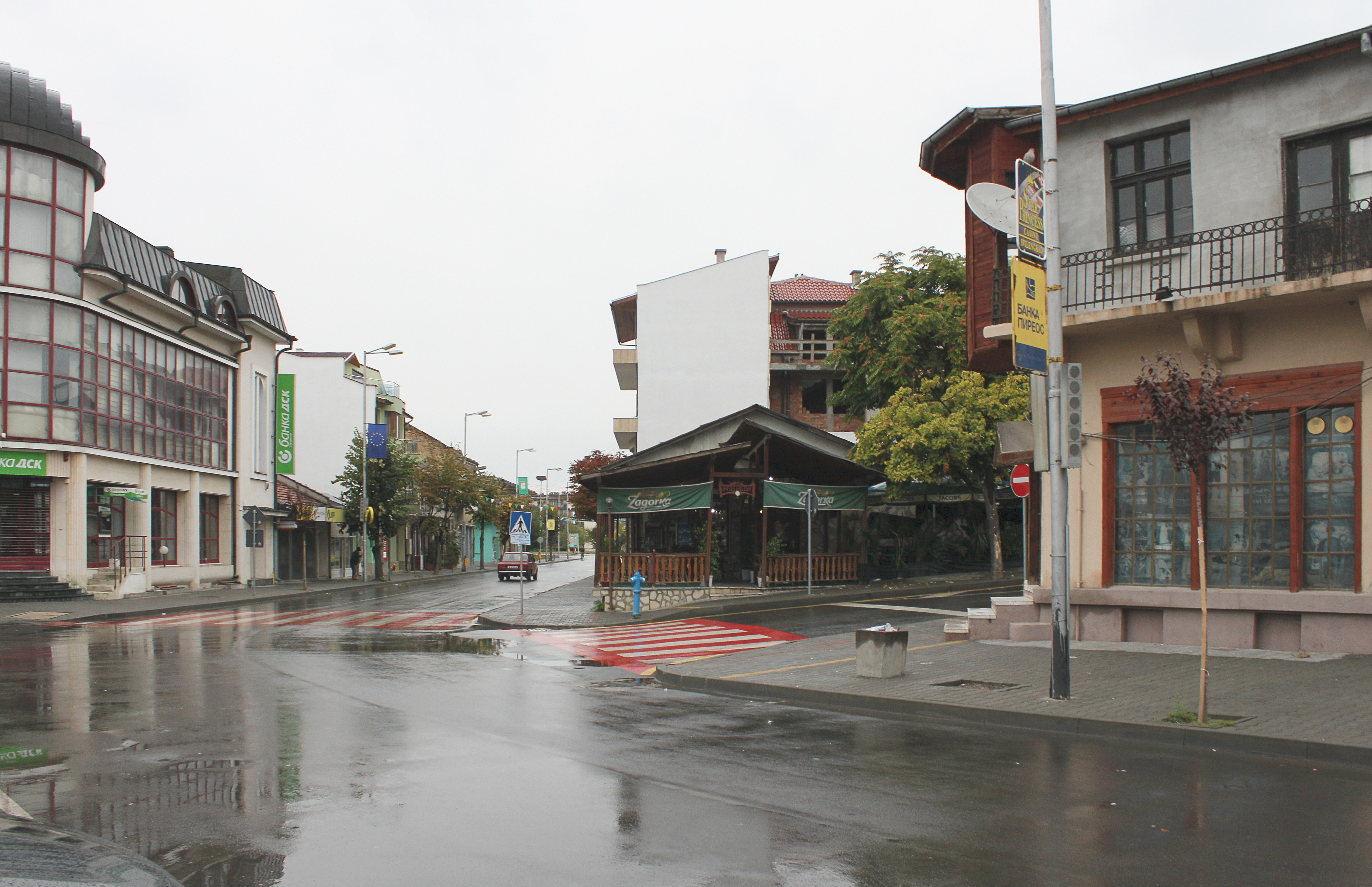
Swilengrad

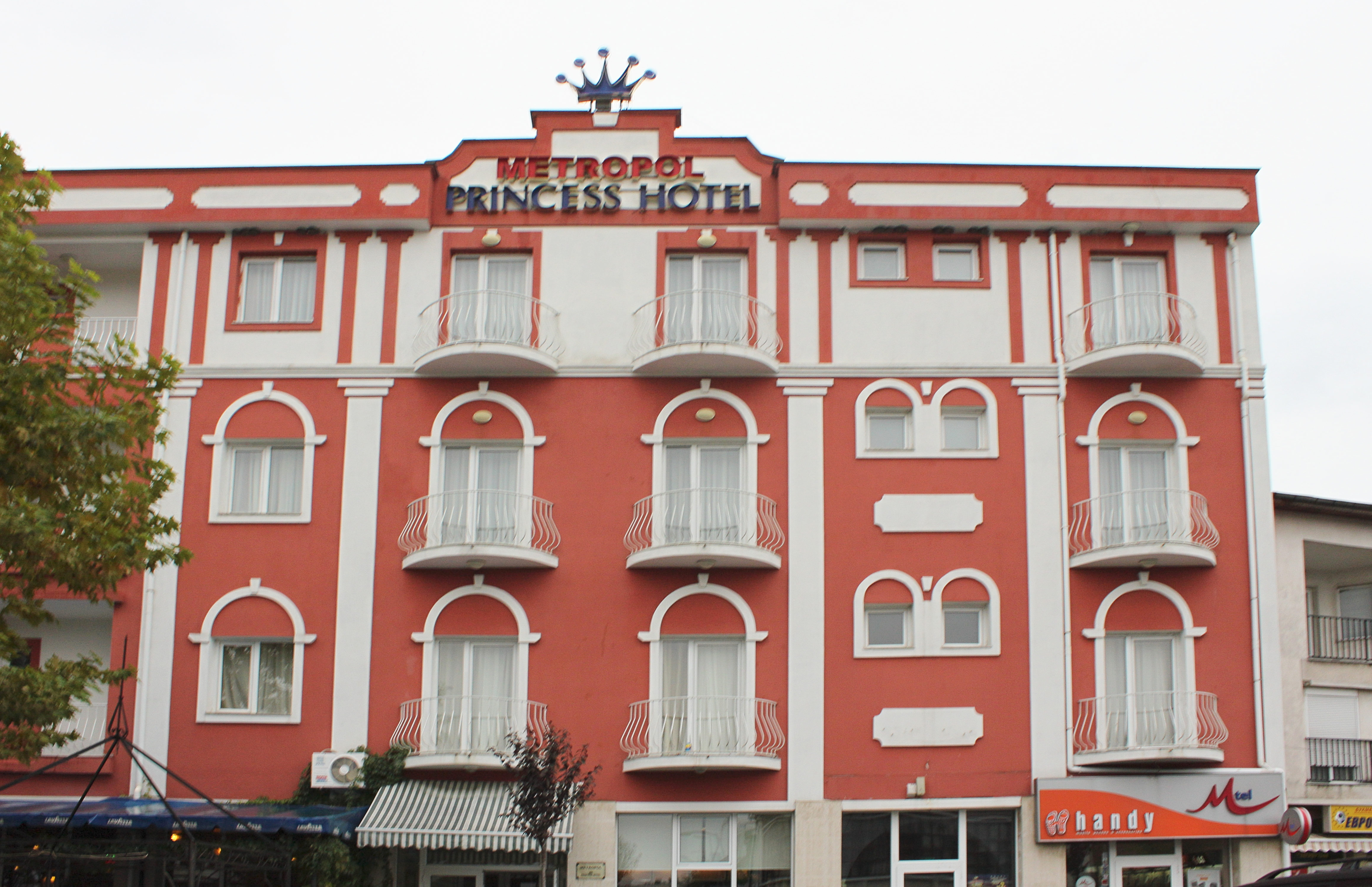
Hotel Princess

Swilengrad (bułg. Свиленград, tur. Mustafapaşa) – miasto w południowej Bułgarii, w obwodzie Chaskowo; siedziba administracyjna gminy Swilengrad. W 2024 roku liczyła 17920 mieszkańców.

## Położenie
Ulokowany przy granicy z Turcją i Grecją, znajduje się tu ważne drogowe i kolejowe przejście graniczne. Swilengrad położony jest na międzynarodowej trasie kolejowej łączącej Stambuł z Sofią, Bukaresztem i Budapesztem. Rozmieszczony jest po obu brzegach rzeki Maricy i nad Kanaklijską.

## Klimat
Temperatura w styczniu wynosi +2,5 stopnie Celsjusza, roczna amplituda wynosi poniżej 20 stopni Celsjusza. Wiatry wieją od północy miasta, wiatry od południowej strony są rzadkością. W regionie Swilengradu, a zwłaszcza w dolinie Maricy występują typowe lasy wierzbowe, topolowe oraz dęby i graby, z fauny pól uprawnych zachowały się tu zające, kuropatwy, przepiórki itd. W Swilengradzie występują okresowe trzęsienia Ziemi.

## Historia
Warunki naturalne w regionie Swilengradu i jego strategiczne położenie geograficzne powodowało, że miejsce to było zamieszkane już od starożytności. Najstarsze ślady życia pochodzą z późnej epoki kamiennej. W okresie brązu i żelaza tereny wokół dzisiejszego Swilengradu zamieszkiwane były przez plemiona trackie. Później Rzymianie wybudowali tutaj na wzgórzu Hisarlaka fortecę. W 1205 roku wojska Kałojana pod panowaniem Baldwina I pokonała ówczesny Swilengrad co spowodowało dostanie się Bułgarii pod panowanie osmańskie. W 1529 roku został wybudowany most na Marice, który połączył dwie części Swilengrada. W 1843 roku powstała pierwsza szkoła. W 1871 roku Wasyl Lewski założył tajny komitet rewolucyjny. W 1912 roku Swilengrad po wojnach bałkańskich został przywrócony do terytorium Bułgarii.

## Gospodarka
Największe znaczenie gospodarcze ma tutaj produkcja zbóż, sezamu, tytoniu, bawełny i owoców pestkowych to jest migdałów, brzoskwini i moreli. Winnice zapewniają tutaj wysoki poziom cukru winogronom przez co tutejsze wino jest wysokiej jakości.

## Struktury wyznaniowe
Głównie prawosławie. Znajdują się trzy cerkwie, a także istnieje kościół protestancki.

## Zabytki
Do najważniejszych zabytków miasta zalicza się Stary Most (bg. Старият мост) zbudowany przez Turków Osmańskich w 1529 roku.

## Osoby związane z miastem

### Urodzeni
- Christo Atanasow (1965) – bułgarski polityk
- Miłko Kałajdżiew (1951) – bułgarski piosenkarz
- Martin Kamburow (1980) – bułgarski piłkarz
- Aleksandyr Kiprow (1881–1931) – bułgarski rewolucjonista
- Anastas Razbojnikow (1882–1967) – bułgarski rewolucjonista
- Aleksandyr Stefanow (1880–1943) – bułgarski rewolucjonista
- Geori Tenew (1864–1948) – bułgarski rewolucjonista
- Binka Żelakowa (1923–2011) – bułgarska reżyserka

## Współpraca międzynarodowa
Lista miast partnerskich Swilengradu:
- Didymoteicho, Grecja
- Edirne, Turcja
- Lefortowo, Rosja
- Oebisfelde-Weferlingen, Niemcy
- Orestiada, Grecja
- Ofreas, Grecja
- Sufli, Grecja
- Uzunköprü, Turcja
- Zeytinburnu, Turcja